# Hibiscus ambovombensis
Hibiscus ambovombensis är en malvaväxtart som beskrevs av Bénédict Pierre Georges Hochreutiner. Hibiscus ambovombensis ingår i Hibiskussläktet som ingår i familjen malvaväxter. Inga underarter finns listade i Catalogue of Life.